# Силадаш
Силадаш (порт.  Ciladas) - фрегезия (район) в муниципалитете Вила-Висоза округа Эвора в Португалии. Территория – 107,54 км². Население – 1 150 жителей. Плотность населения – 10,7 чел/км².